# Ныгыметов, Гани Сактаганович
Гани Сактаганович Ныгыметов (каз. Ғани Сақтағанұлы Нығыметов, род. 22 августа 1983, Шалкар, Актюбинская область, Казахская ССР, СССР) — казахстанский общественный и политический деятель, ректор Алматинского университета энергетики и связи (с 30 апреля 2024 года). По образованию — специалист в области международных отношений, магистр государственного управления (MBA), магистр делового администрирования (Executive MBA).

## Биография
Родился 22 августа 1983 года в городе Шалкар Актюбинской области.

### Образование
В 2005 году окончил Евразийский национальный университет имени Л. Н. Гумилева по специальности «Международные отношения».
В 2007 году по президентской программе «Болашак» получил магистерскую степень в области «Государственного управления» в Монтерейском институте международных исследований в Калифорнии, США. Также окончил Высшую школу бизнеса Назарбаев университета и Дюкский университет в 2014 году.
В 2007 году проходил курсы по корпоративным финансам в бизнес-школе Колумбийского университета города Нью-Йорк.
В 2010 году проходил тренинг-семинар по исследовательским университетам в США в Пенсильванском университете. В 2011 году закончил программу Executive Education по государственной политике в Национальный университет Сингапура совместно с Назарбаев университетом.
В 2013 году прошёл Executive Education в Школе управления имени Джона Ф. Кеннеди.

### Трудовая деятельность
- 2007—2009 — менеджер проекта департамента государственного управления АО «Национальный аналитический центр при Правительстве и Национальном банке РК»[1].

- 2010—2013 — директор департамента международного сотрудничества Назарбаев Университета, заместитель генерального директора Центра энергетических исследований Назарбаев Университета[3][1].

- 2013—2016 — президент АО «Центр международных программ» Министерства образования и науки РК[2][1].

- 2016—2017 — исполнительный директор ТОО «Центр стратегических инициатив»[1].

- 2017—2018 — директор ТОО «Институт евразийской интеграции»[1].

- 2018—2020 — заместитель заведующего, затем заведующий отделом внутренней политики Администрации Президента Республики Казахстан[4][5][1].

- 2020—2022 — заместитель акима Северо-Казахстанской области[6][7][1].

- 2022—2023 — государственный инспектор Администрации Президента Республики Казахстан[1].

- 2023—2024 — заместитель Руководителя Аппарата Сената Парламента Республики Казахстан[8][1].

- C апреля 2024 — ректор Алматинского университета энергетики и связи[9][10][11][12][1].

## Публикации
Список опубликованных работ за период 2017–2024:
- Социальная модернизация Казахстана: Монография / Г. С. Ныгыметов, М. М. Шибутов, Р. К. Кадыржанов и др. — Астана: Институт Евразийской интеграции, 2017. — 368 с. — ISBN 978-9965-31-911-2.
- Ныгыметов Г. С. Ценностные ориентиры казахстанского социума в контексте модернизации общественного сознания // Қоғам & Дәуір: ғылыми-сараптамалық журнал. — 2018. — № 1. — ISSN 2414-5696.
- Солтүстік Қазақстан және Алаш: кітап / Бас редакторі Ғ. С. Нығыметов, құрастырушылар: А. Ғ. Ибраева, С. З. Мәлікова. — Петропавл, 2022. — 340 б. — ISBN 978-601-7958-31-8.
- Приоритеты развития углеродной инфраструктуры Центральной Азии: Аналитический обзор / Под ред. проф., д.э.н. Б. К. Есекиной. — Астана: 2024. — 42 с.
- Priorities of Carbon Infrastructure Development in Central Asia: Analytical Review / Ed. Prof., Doctor of Economics Yessekina B.K. — Astana: 2024. — 49 p.

## Личная жизнь
Женат, трое детей (два сына и дочь).
Владеет казахским, русским, английским, хинди и немецким языками.